# جسیکا لوتز
جسیکا لوتز (انگلیسی: Jessica Lutz؛ زادهٔ ۲۴ مهٔ ۱۹۸۹) بازیکن هاکی روی یخ اهل سوئیس است.